# Angelic Upstarts
Angelic Upstarts est un groupe de punk-rock et oi! britannique, originaire de South Shields, dans le Nord-Est de l'Angleterre. Au cours des années, le groupe s'est séparé, puis reformé à de nombreuses reprises avec différents musiciens. Decca Wade quitte, puis le rejoint une seconde fois. Brian Hayes se joint au groupe comme second guitariste, puis prend la place de guitariste lorsque Mond quitte à nouveau le groupe. Mensi est le seul membre d'origine qui n'ait jamais quitté le groupe. Les albums studio d'Angelic Upstarts sortent entre 1977 et 2002. En 2005 sort le DVD Angelic Upstarts Live: Solidarity.

## Biographie
À la fin des années 1970, dans la ville industrielle et portuaire de South Shields totalement sinistrée par la crise économique, Thomas « Mensi » Mensforth et sa bande grandissent au sein de familles ouvrières où les traditions socialistes et travaillistes sont fortement ancrées. Aussi, quand quatre copains de quartier décident de monter un groupe de rock après avoir vu The Clash en concert à l'été 1977, ils décident de faire passer dans les textes de leurs chansons le message de leur fort engagement politique. Le groupe se baptise Angelic Upstarts, nom qui viendrait du titre d'un article de journal relatant une histoire de jeunes ayant fait du tapage ; Mensi ayant trouvé que ceux-ci avaient des têtes d'ange.
Les Angelic Upstarts dénoncent d'abord les violences policières quotidiennes dont sont victimes les jeunes des quartiers de leur ville. Le premier single, The Murder of Liddle Towers, raconte l'histoire vraie d'un jeune boxeur appréhendé par la police à la sortie d'une boite de nuit et battu à mort par des policiers, affaire qui sera classée en homicide involontaire,. Afin de pousser plus loin la provocation, la chanson est jouée en concert avec la présence sur scène d'une tête de cochon coiffée d'un casque de policier. À la suite de cela, les autorités proclament que les paroles de la chanson ainsi que la mise en scène pouvaient être des infractions à la loi pour obscénité et incitation à la violence. Le groupe se voit par ailleurs - de manière officieuse, mais effective - fortement empêché de jouer dans tout le Nord-Est de l'Angleterre, en plus d'être continuellement harcelé. Ces mesures n'auront cependant pas l'effet escompté et permettront au contraire au groupe de se faire connaître.
Les Angelic Upstarts enregistrent leur premier 45 tours par leurs propres moyens, le sortent à 500 exemplaires en autoproduction et le distribuent eux-mêmes lors des concerts. La qualité des morceaux pousse le petit label Small Wonder Records à en faire un nouveau pressage, qui est distribué dans tout le pays. Le groupe attire bientôt l'attention de Jimmy Pursey, du groupe Sham 69. Celui-ci les invite à participer à sa tournée et leur permet même de signer un contrat avec la compagnie Warner Brothers. Cela leur donne l'opportunité d'enregistrer leur premier album, Teenage Warning, qui, à l'instar de celui qui suivra, ridiculise avec force la politique de Margaret Thatcher, tout en soutenant les luttes de la classe ouvrière. Ce premier opus atteint la 29e place des classements britanniques.
L'album The Power of the Press, dont les ventes sont faibles, marque le déclin du groupe et finalement sa dissolution. Toutefois, à partir de 1988, Angelic Upstarts se reforme brièvement à plusieurs occasions. Le groupe continue toujours d'effectuer de temps à autre de courtes tournées. Entre diverses compilations et albums Live qui sortent régulièrement, de nouveaux albums studio sortent sporadiquement en 2002 et 2016. En 2005 sort le DVD Angelic Upstarts Live: Solidarity.

## Style musical et orientation politique
Angelic Upstarts est considéré par la presse spécialisée comme un pionnier de la oi!. En 2001, l'album de reprises intitulé We Are the People, réalisé en hommage aux Upstarts, voit la participation de groupes tels que Leatherface, The Oppressed, Red London ou Red Alert.
Malgré des textes marqués à l'extrême-gauche tout en étant parfois patriotes (cf. la chanson England) et résolument contre le fascisme et les violences policières, en faveur de la classe ouvrière ou de l'IRA provisoire (le single Brighton Bomb célèbre la tentative de l'IRA d'assassiner le cabinet conservateur), Angelic Upstarts est et a toujours été suivi par un public skinhead depuis les premiers concerts. Musicalement influencé par des groupes tels que The Clash ou Sex Pistols, Angelic Upstarts était avant tout un des rares groupes de punk-rock de sa région et réussissait donc autant à fédérer les punks locaux que la jeunesse skinhead (nombreuse à cette époque parmi la classe ouvrière), qui venait avant tout pour écouter la musique sans trop se préoccuper des paroles du groupe. 
C'est cette caractéristique qui fait d'Angelic Upstarts un des premiers représentants de la oi ! et lui accorde son statut de pionnier. Toutefois et à l'image de cette scène musicale agitée, à mesure que le succès grandit, il en est de même de la violence accompagnant régulièrement les concerts du groupe, devenu un farouche ennemi des partisans du British National Front et de l'extrême-droite en général (notamment à la suite de la rupture par Mensi d'avec ses anciennes sympathies nationalistes - cf. la couverture du magazine nationaliste Bulldog, sur lequel Mensi pose en jeune skinhead). Le groupe voit en effet ses concerts régulièrement perturbés par des boneheads (naziskins), notamment ceux proches du groupuscule Blood and Honour emmené par le chanteur du groupe Skrewdriver, Ian Stuart, et doit dès lors assurer sa sécurité avec la mise en place de services d'ordre adéquats ou « faire la police » lui-même à l'aide du public et des premiers redskins et autres skinheads antifascistes de S.A.N. (Skinheads Against the Nazis), puis du SHARP (Skinheads Against Racial Prejudice - Skinheads contre les préjugés raciaux). Le groupe est aujourd'hui proche du RASH (Red and Anarchist Skinheads), pour qui il joue régulièrement.
Au fil des années, Mensi prenant de l'expérience dans l'écriture des chansons, les mélodies du groupe deviennent de plus en plus complexes et accomplies. Comme le fait The Clash, Angelic Upstarts intègre progressivement à sa musique des styles différents, tels que le reggae ou le folk, ainsi que de nouvelles sonorités avec des instruments tels que le saxophone et les claviers.

## Membres
- Thomas Mensforth (Mensi) (†) - chant
- Ray Cowie (Mond) - guitare
- Steve Forsten - basse
- Decca Wade - batterie

## Discographie

### Albums studio
- 1979 : Teenage Warning (Warner Bros)
- 1980 : We Gotta Get Out of this Place (WEA)
- 1981 : 2,000,000 Voices - (Zonophone/EMI)
- 1982 : Still from the Heart (Zonophone/EMI)
- 1983 : Reason Why (Anagram/Cherry Red)
- 1984 : Last Tango in Moscow (Picasso)
- 1986 : Power of the Press (Gas)
- 1987 : Blood on the Terraces (Link)
- 1988 : England's Alive (EP) (Skunx)
- 1992 : Bombed Out (Dojo)
- 1993 : Kids on the Streets (Cleopatra Records)
- 1999 : Who Killed Liddle (Recall)
- 2001 : Anthems Against Scum (Insurgence Records)
- 2002 : Sons Of Spartacus (Captain Oi)

### Autres albums
- 1981 : Angelic Upstarts Live (Zonophone/EMI)
- 1983 : Angel Dust - The Collected Highs (Anagram/Cherry Red)
- 1985 : Bootlegs & Rarities (Dojo)
- 1985 : Live in Yugoslavia (Picasso)
- 1988 : Live & Loud (Link)
- 1991 : Lost & Found (Link)
- 1991 : Alternative Chartbusters (AOK)
- 1991 : Greatest Hits Live (Link)
- 1994 : Live in Lubeck 1989 (Bay City)
- 1995 : The Independent Punk Singles Collection (Cherry Red)
- 1997 : Rarities (Captain Oi)
- 1999 : The EMI Punk Years (Captain Oi)
- 2001 : Live from the Justice League (TKO)
- 2004 : Punk Singles Collection (Captain Oi)

### Singles
- 1977 : The Murder of Liddle Towers/Police Oppression[10] (Small Wonder)
- 1979 : I'm an Upstart/Leave Me Alone (Warner Bros)
- 1979 : Teenage Warning/The Young Ones[11] (Warner Bros)
- 1979 : Never 'ad Nothin/Nowhere Left to Hide (Warner Bros)
- 1980 : Out of Control/Shotgun Solution (Warner Bros)
- 1980 : We Gotta Get Out of this Place/Unsung Heroes (Warner Bros)
- 1980 : Last Night Another Soldier/I Wish (Zonophone/EMI)
- 1980 : England/Stick's Diary (Zonophone/EMI)
- 1981 : Kids on the Street/The Sun Never Shines (Zonophone/EMI)
- 1981 : I Understand/Never Come Back (Zonophone/EMI)
- 1981 : Different Strokes/Different Dub (Zonophone/EMI)
- 1982 : Never Say Die/We Defy You (Zonophone/EMI)
- 1982 : Woman in Disguise/Lust for Glory[12] (Anagram/Cherry Red)
- 1983 : Solidarity/Five Flew Over… (Anagram/Cherry Red)
- 1983 : Not Just a Name/The Leech (Anagram/Cherry Red)
- 1984 : Machinegun Kelly/There's a Drink in It (Picasso)
- 1987 : Brighton Bomb (Chameleon)